# Rabber
Rabber (niederdeutsch Rawwer) ist ein Ortsteil der niedersächsischen Gemeinde Bad Essen im Landkreis Osnabrück in Niedersachsen.

## Geographie
Rabber liegt zwei Kilometer östlich vom Kernbereich Bad Essens.
Durch den Ort verläuft die B 65. Am südwestlichen Ortsrand fließt die Hunte.

## Geschichte
Der Ort wurde im Jahr 1033 erstmals urkundlich erwähnt. Am 1. Dezember 1910 hatte der Ort 745 Einwohner. Am 1. Juli 1972 wurde die bis dahin als Teil des Landkreises Wittlage selbstständige Gemeinde im Zuge der Gebietsreform in die neue Gemeinde Bad Essen eingegliedert.

## Religion

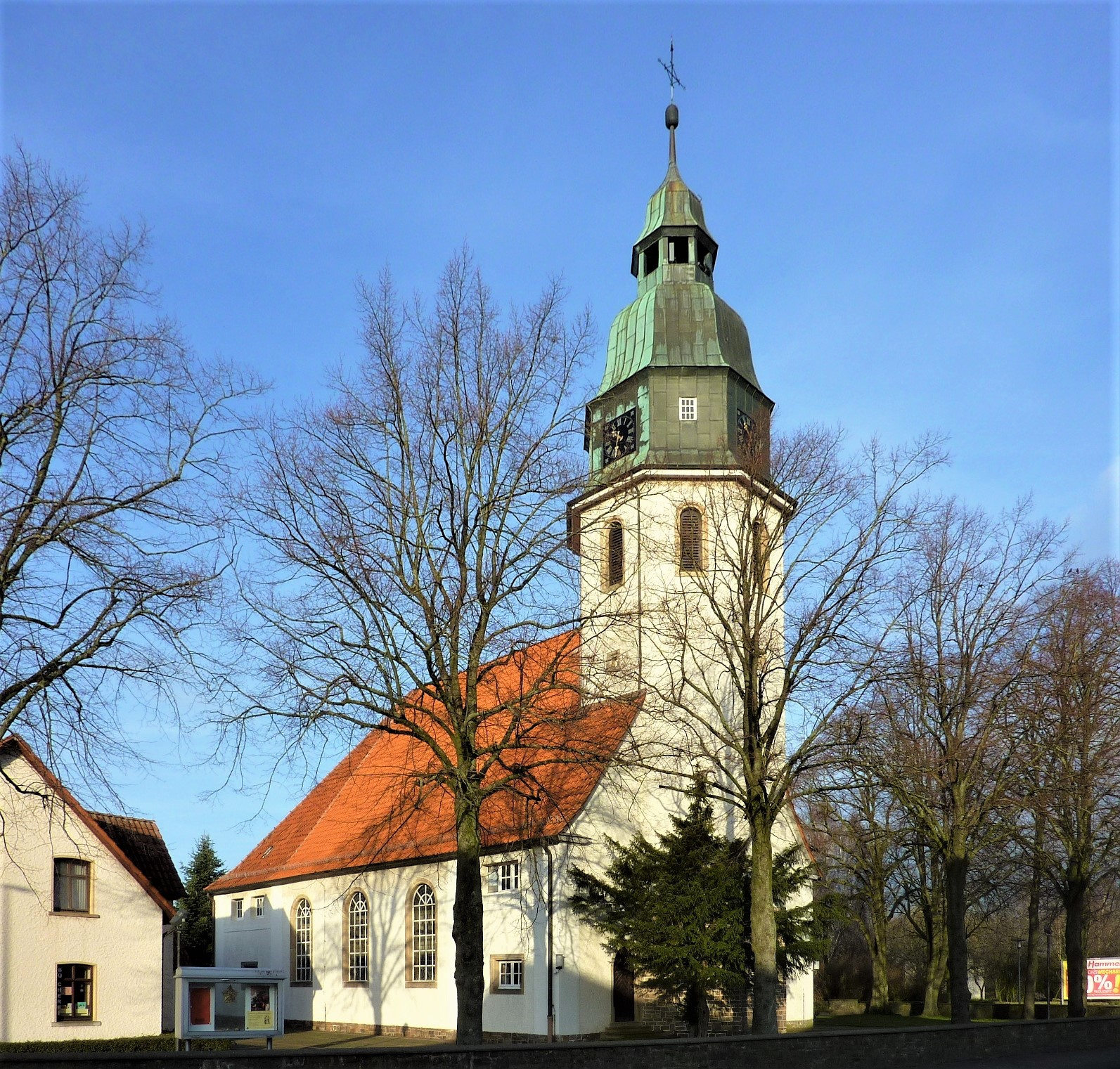
Marienkirche

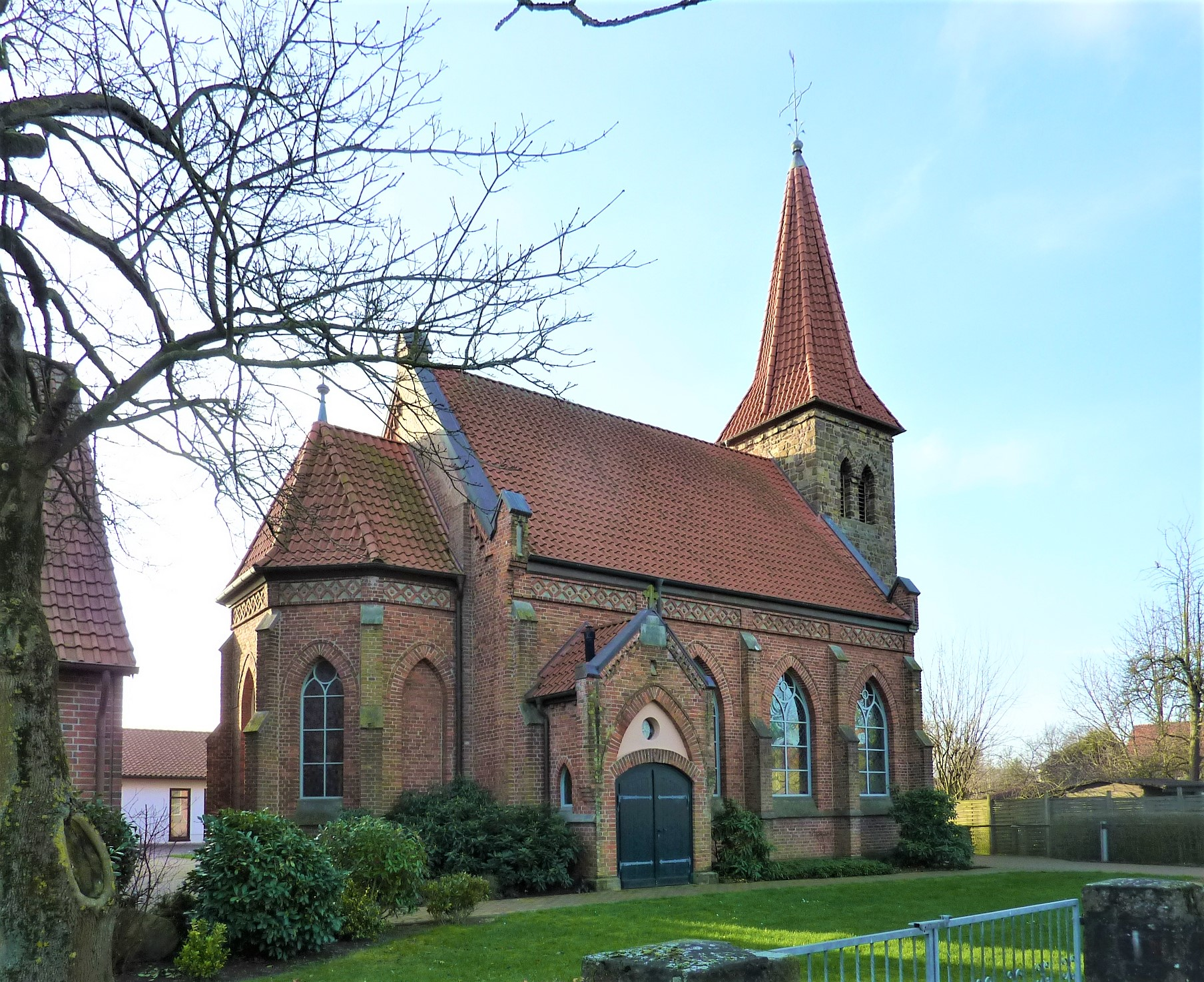
Lutherische Dreieinigkeitskirche Rabber

Die Marienkirche wurde 1912 erbaut. Sie hat größtenteils eine zeitgenössische Ausstattung. An alter Ausstattung sind vorhanden:
- ein Kruzifix aus dem 14. Jahrhundert
- ein Altar mit Abendmahlsszene aus dem Ende des 16. Jahrhunderts
- eine Holzfigur Anna selbdritt und Jakobus aus der Zeit um 1500

Die Mariengemeinde Rabber bildet zusammen mit Barkhausen die Kirchengemeinde Barkhausen-Rabber. Diese gehört seit 2013 zum Kirchenkreis Bramsche.
1881 spaltete sich eine altlutherische Gemeinde von der Landeskirche ab und gründete die Dreieinigkeitsgemeinde Rabber, die bald darauf nach Plänen des Hildesheimer Architekten Werner Söchtig eine eigene Kirche in neugotischen Formen errichtete. Die Gemeinde gehört heute zur Selbständigen Evangelisch-Lutherischen Kirche.

## Ortsrat
Der Ortsrat, der den Ortsteil Rabber vertritt, setzt sich aus fünf Mitgliedern zusammen. Die Ratsmitglieder werden durch eine Kommunalwahl für jeweils fünf Jahre gewählt. Die aktuelle Amtszeit begann am 1. November 2021 und endet am 31. Oktober 2026.
Bei der Kommunalwahl 2021 ergab sich folgende Sitzverteilung:
- Wählergemeinschaft Rabber: 5 Sitze